# Mirafra ashi
Mirafra ashi е вид птица от семейство Чучулигови (Alaudidae). Видът е застрашен от изчезване.

## Разпространение
Видът е разпространен в Сомалия.